# Oedipina pseudouniformis
Espèce
Statut de conservation UICN

 EN B1ab(iii,v) : En danger
Oedipina pseudouniformis est une espèce d'urodèles de la famille des Plethodontidae.

## Répartition
Cette espèce est endémique de l'Amérique centrale. Elle se rencontre entre 19 et 1 253 m d'altitude :
- au Costa Rica ;
- au Nicaragua.

## Publication originale
- Brame, 1968 : Systematics and evolution of the mesoamerican salamander genus Oedipina. Journal of Herpetology, vol. 2, no 1/2, p. 1-64.